# Fuego eterno
Fuego Eterno es el álbum debut de Intocable de 1994, este álbum contó con audiocassette.

## Lista de canciones
| Fuego Eterno |                          |          |  |
| N.º          | Título                   | Duración |  |
| 1.           | «Síguele»                | 3:35     |  |
| 2.           | «Vete Ya»                | 2:49     |  |
| 3.           | «Muchachita»             | 2:12     |  |
| 4.           | «Me Has Robado La Calma» | 2:37     |  |
| 5.           | «Ya No Me Quieres»       | 2:25     |  |
| 6.           | «Que Triste Estoy»       | 3:11     |  |
| 7.           | «Fuego Eterno»           | 3:20     |  |
| 8.           | «Si Comprendieras»       | 2:25     |  |
| 9.           | «Lágrimas De Juventud»   | 2:48     |  |
| 10.          | «Mágico Amor»            | 2:45     |  |
| 11.          | «No Me Vayas A Dejar»    | 2:26     |  |
| 29:44        |                          |          |  |

## Sencillos
| Año  | Canción                | Álbum        |
| ---- | ---------------------- | ------------ |
| 1994 | Siguele                | Fuego Eterno |
| 1994 | Vete Ya                | Fuego Eterno |
| 1994 | Me Has Robado La Calma | Fuego Eterno |
| 1994 | Que Triste Estoy       | Fuego Eterno |